# Bogangolo
Bogangolo – miasto i podprefektura w Republice Środkowoafrykańskiej, w prefekturze Ombella-M'Poko. W 2003 roku subprefektura liczyła około 7,5 tys. mieszkańców.